# 1993–1994-es angol labdarúgó-bajnokság (első osztály)
Az angol labdarúgó-bajnokság első osztályának 1993–1994-es kiírása volt a Premier League második szezonja. A bajnokságban 22 csapat vett részt, a Manchester United lett a bajnok, a Blackburn Rovers végzett a második helyen és a Newcastle United lett a harmadik.

## Új szponzor
Az 1993–1994-es szezonban Carling italgyártó cég szponzorálta a Premier League-et.

## Átigazolások
Nem sokkal a szezon kezdete előtt a Manchester United megdöntötte a brit átigazolási rekordot, amikor 3,75 millió fontért leigazolta a Nottingham Forest 22 éves középpályását, Roy Keane-et.
Az idény során több játékos váltott csapatot milliós összegekért, ilyen volt például David White (a Manchester Citytől a Leeds Unitedhez), David Rocastle (a Leeds UnitedtőL a Manchester Cityhez), Roy Wegerle (a Blackburn Roverstől a Coventry Cityhez) és Tim Flowers (a Southamptontól a Blackburn Rovershez). Flowers 2,5 millió fontos vételárával az angol labdarúgás akkori legdrágább kapusa lett.

## Feljutó csapatok
A Newcastle United és a West Ham United volt a két automatikusan feljutó csapat, rájátszásban pedig a Swindon Town harcolta ki az élvonalbeli szereplést. A Newcastle 1989 óta szerepelt a másodosztályban, a West Ham pedig a Premier League indulása előtt egy szezonnal esett ki az első osztályból. A Swindon korábban soha nem játszott a legmagasabb osztályban.

## A Manchester United duplája
A Manchester United a szezon nagy részében az élen állt és végül nyolcpontos előnnyel meg is nyerte a bajnokságot a Blackburn Rovers előtt. A Vörös Ördögök az FA Kupát is megnyerték, miután 4-0-ra verték a Chelsea-t a döntőben. Ezzel ők lettek az első csapat, mely duplázni tudott a 20. században. Előttük a Tottenham Hotspur (1961), az Arsenal (1971) és a Liverpool (1986)

## Az élbolyban végző csapatok
A bajnokság második helyén a Blackburn Rovers végzett. A frissen feljutott Newcastle United lett a harmadik. A Szarkák 22 éves csatára, Andy Cole lett a gólkirály 40 bajnokiján szerzett 34 góljával. Minden sorozatot egybevéve 41 gólt szerzett. Az Arsenal zárt a negyedik helyen, a londoniak elindulhattak a KEK-ben, melyet meg is nyertek. A döntőben a Parmát verték 1-0-ra.

## Kieső csapatok
A Swindon Town utolsó helyen végzett, 42 meccsen mindössze öt győzelmet aratott és több mint 100 gólt kapott. A kiesést az előző szezonban éppen elkerülő Oldham Athletic nem tudta legyőzni a Norwich Cityt az utolsó fordulóban, így csak a 19. helyen végeztek, ezzel ők is búcsúztak az élvonaltól. A harmadik kieső a Sheffield United lett, miután 3-2-re kikaptak a Chelsea-től. A Sheffield lett az első, mely ezek közül a csapatok közül visszajutott a Premier League-be, miután 2006. április 15-én kivívta a feljutást a másodosztályból.

## Egyéni díjak
- Az év játékosa: Eric Cantona, aki minden sorozatot egybevéve 25 gólig jutott.
- Az év fiatal játékosa: Andy Cole, aki 34 bajnoki góljával gólkirály lett.
- Az év játékosa a szakírók véleménye alapján: Alan Shearer, a gólkirályi verseny második helyezettje.
- Az év vezetőedzője: Sir Alex Ferguson, aki bajnoki címig vezette a Manchester Unitedet.

## Változások a menedzserek között
- Chelsea: A szezon elején a Swindon Town korábbi menedzsere, Glenn Hoddle ült le a Chelsea kispadjára. A Swindonnál a korábbi másodedző, John Gorman vette át a munkát.
- Coventry City: Bobby Gould 1993 decemberében lemondott, helyére Phil Neal érkezett.
- Everton: Howard Kendall decemberben felállt a csapat kispadjáról, helyét Mike Walker vette át, aki a Norwich Cityt hagyta el a kék mezesek kedvéért.
- Liverpool: Graeme Sounesst 1994 januárjában kirúgták, Roy Evans került a helyére.
- Manchester City: Peter Reidet már a szezon negyedik meccs után kirúgták, Brian Horton érkezett helyette az Oxford Unitedtől.
- Norwich City: miután Mike Walker az Evertonhoz szerződött, John Deehan másodedző ült a helyére.
- Southampton: Ian Branfootot januárban kirúgták, helyére Alan Ball került az Exeter Citytől.
- Tottenham Hotspur: Sir Alan Sugar elnök kirúgta a pénzügyi igazgatót, Terry Venablest és a két vezetőedzőt, Doug Livermore-t és Roy Clemence-et. Osvaldo Ardiles vette át a klub irányítását.

## Végeredmény
| #  | Csapat              | Mérk. | Gy | D  | V  | RG | KG  | GK  | Pont | Megjegyzés               |
| -- | ------------------- | ----- | -- | -- | -- | -- | --- | --- | ---- | ------------------------ |
| 1  | Manchester United   | 42    | 27 | 11 | 4  | 80 | 38  | +42 | 92   | Bajnokok Ligája          |
| 2  | Blackburn Rovers    | 42    | 25 | 9  | 8  | 63 | 36  | +27 | 84   | UEFA-kupa                |
| 3  | Newcastle United    | 42    | 23 | 8  | 11 | 82 | 41  | +41 | 77   | UEFA-kupa                |
| 4  | Arsenal             | 42    | 18 | 17 | 7  | 53 | 28  | +25 | 71   | KEK                      |
| 5  | Leeds United        | 42    | 18 | 16 | 8  | 65 | 39  | +26 | 70   |                          |
| 6  | Wimbledon           | 42    | 18 | 11 | 13 | 56 | 53  | +3  | 65   |                          |
| 7  | Sheffield Wednesday | 42    | 16 | 16 | 10 | 76 | 54  | +22 | 64   |                          |
| 8  | Liverpool           | 42    | 17 | 9  | 16 | 59 | 55  | +4  | 60   |                          |
| 9  | Queens Park Rangers | 42    | 16 | 12 | 14 | 62 | 61  | +1  | 60   |                          |
| 10 | Aston Villa         | 42    | 15 | 12 | 15 | 46 | 50  | −4  | 57   | UEFA-kupa                |
| 11 | Coventry City       | 42    | 14 | 14 | 14 | 43 | 45  | −2  | 56   |                          |
| 12 | Norwich City        | 42    | 12 | 17 | 13 | 65 | 61  | +4  | 53   |                          |
| 13 | West Ham United     | 42    | 13 | 13 | 16 | 47 | 58  | −11 | 52   |                          |
| 14 | Chelsea             | 42    | 13 | 12 | 17 | 49 | 53  | −4  | 51   | KEK                      |
| 15 | Tottenham Hotspur   | 42    | 11 | 12 | 19 | 54 | 59  | −5  | 45   |                          |
| 16 | Manchester City     | 42    | 9  | 18 | 15 | 38 | 49  | −11 | 45   |                          |
| 17 | Everton             | 42    | 12 | 8  | 22 | 42 | 63  | −21 | 44   |                          |
| 18 | Southampton         | 42    | 12 | 7  | 23 | 49 | 66  | −17 | 43   |                          |
| 19 | Ipswich Town        | 42    | 9  | 16 | 17 | 35 | 58  | −23 | 43   |                          |
| 20 | Sheffield United    | 42    | 8  | 18 | 16 | 42 | 60  | −18 | 42   | Kiesett a másodosztályba |
| 21 | Oldham Athletic     | 42    | 9  | 13 | 20 | 42 | 68  | −26 | 40   | Kiesett a másodosztályba |
| 22 | Swindon Town        | 42    | 5  | 15 | 22 | 47 | 100 | −53 | 30   | Kiesett a másodosztályba |

## Góllövőlista
| Név             | Gólok | Csapat              |
| --------------- | ----- | ------------------- |
| Andy Cole       | 34    | Newcastle United    |
| Alan Shearer    | 31    | Blackburn Rovers    |
| Matt Le Tissier | 25    | Southampton         |
| Chris Sutton    | 25    | Norwich City        |
| Ian Wright      | 23    | Arsenal             |
| Peter Beardsley | 21    | Newcastle United    |
| Mark Bright     | 19    | Sheffield Wednesday |
| Eric Cantona    | 18    | Manchester United   |
| Dean Holdsworth | 17    | Wimbledon           |
| Rod Wallace     | 17    | Leeds United FC     |

## Fordítás
- Ez a szócikk részben vagy egészben  a(z)   1993–94 FA Premier League című angol Wikipédia-szócikk fordításán alapul.  Az eredeti cikk szerkesztőit annak laptörténete sorolja fel. Ez a jelzés csupán a megfogalmazás eredetét és a szerzői jogokat jelzi, nem szolgál a cikkben szereplő információk forrásmegjelöléseként.